# Tute Cabrero
Tute Cabrero és una pel·lícula de l'Argentina en blanc i negre dirigida per Juan José Jusid sobre el seu propi guió escrit en col·laboració amb Roberto Cossa sobre el guió televisiu original de Roberto Cossa que es va estrenar el 23 de maig de 1968 i que va tenir com a protagonistes a Pepe Soriano, Juan Carlos Gené, Luis Brandoni i Flora Steinberg.
El nom prové del joc de cartes anomenat Tute que en la seva versió per a tres jugadors guanyen els que obtenen la major o la menor puntuació entre ells.

## Sinopsi
Tres dibuixants tècnics, companys de treball i amics, es veuen obligats a triar quin d'ells deixarà l'empresa en la qual treballen, afectada per raons econòmiques, perquè cas contrari ho decidirà l'ocupadora.

## Repartiment
- Pepe Soriano …Luis Sosa
- Juan Carlos Gené …Carlos Parenti
- Luis Brandoni …Sergio Bruni
- Flora Steinberg …Laura Parenti
- Alejandro Marcial …Barcel
- Cristina Moix …Gladys Bruni
- Hugo Midón …Ramos
- Leonardo Leiderman
- Dina Pardos
- Roberto Zabala
- Ángela Vinci
- María Isabel Nicholson
- Alicia Rosendorf
- José Luis Fernández
- María Florencia Brandoni
- Stella Maris Closas

## Comentaris
La Razón va dir:
| « | ”Un Buenos Aires veritable, amb homes reals que viuen un conflicte autèntic, el seu llenguatge és morós, suggestiu, anticonvencional, condueix als seus personatges en forma natural i no oblida l'encertat ús d'un suau suspens.” | » |

La Nación va dir:
| « | ”VViu accent renovador. És lamentable que el llenguatge cinematogràfic de Jusid no tingui la flexibilitat i la força vital que haguessin estat necesariaspara fer… un testimoniatge càlid i vigorós.” | » |

Manrupe i Portela escriuen:
| « | ”Bon cinema d'oficina de Jusid. A partir d'una anècdota petita, el joc de desgast dels personatges està comptat amb duresa i versemblança.” | » |